# Volodymyr Rybak
Pour les articles homonymes, voir Rybak.
Volodymyr Rybak (en ukrainien : Володимир Васильович Рибак), né le 3 octobre 1946 à Donetsk, est un homme politique ukrainien, président du Conseil suprême, le Parlement monocaméral d'Ukraine, du 13 décembre 2012 au 21 février 2014.

## Biographie
En 1973, Rybak décroche un diplôme du Département de l'économie à l'Université d'Etat de Donetsk. Puis il devient docteur en sciences économiques. Il est nommé président du conseil de la ville, du comité exécutif et maire de Donetsk de 1993 à 2002. Rybak a été co-organisateur et premier président du Parti des régions entre 1997 et 2001. Depuis les élections législatives de 2002, Rybak est membre du Conseil suprême.
Rybak a été vice-Premier ministre et ministre de la Construction, Architecture et du Logement d'août 2006 à mars 2007 et vice-Premier ministre de mars 2007 à décembre 2007 dans le gouvernement Ianoukovytch II sous la présidence de Viktor Iouchtchenko.
Le 13 décembre 2012, il est élu président du Conseil suprême lors des élections législatives de 2012 sous la présidence de Viktor Ianoukovytch, il succède à Volodymyr Lytvyn.
Il démissionne le 22 février 2014 comme la plupart des représentants du gouvernement à la suite des événements de contestation de 2013-2014. Il aurait alors quitté Kiev.